# Klášter Kamp
Kamp (německy Kloster Kamp), známý také jako Altenkamp nebo Alt(en)feld, byl první cisterciáckou fundací na území Německa. Dnes se nachází ve městě Kamp-Lintfort, ve spolkové zemi Severní Porýní-Vestfálsko v západním Německu.

## Historie
Byl založen roku 1123 kolínským arcibiskupem Fridrichem I., jako dceřiný klášter francouzského Morimondu. Jakožto první cisterciácká fundace na tomto území, byl nadán rozsáhlým majetkem a postupem času se stal velmi mocným a bohatým. Byl také nesmírně aktivní v zakládání vlastních dceřiných opatství.

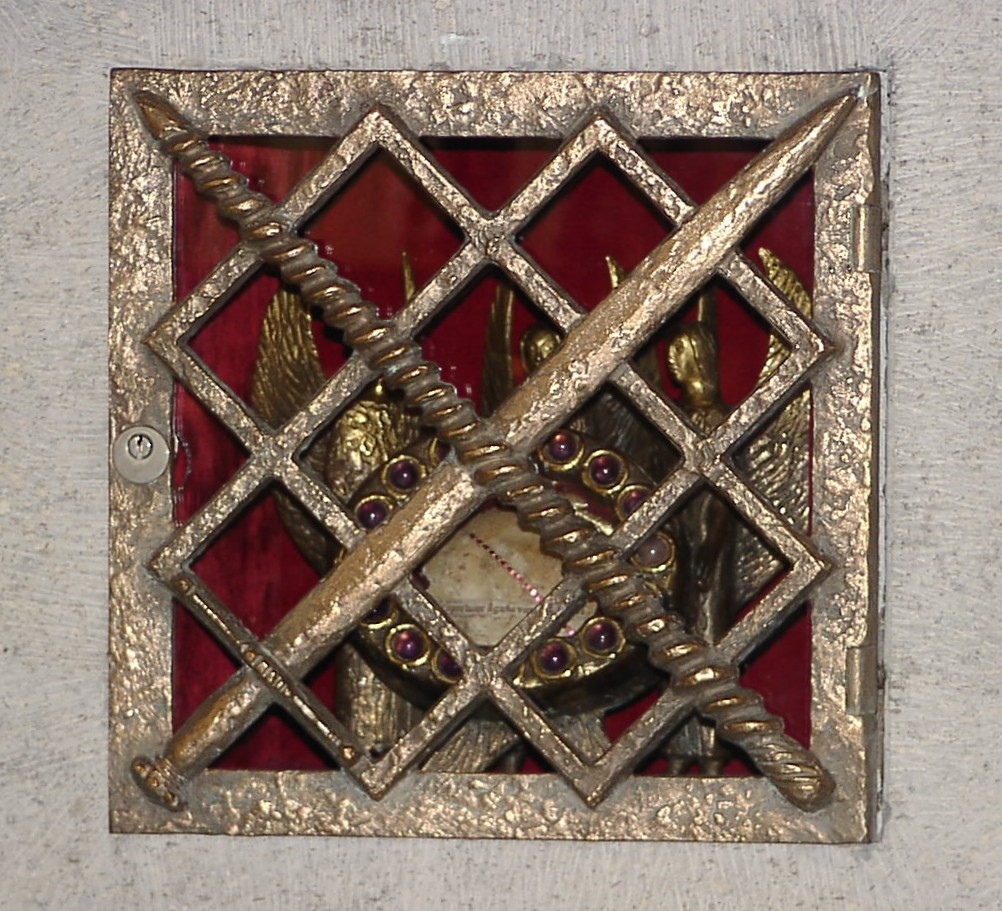
Lebka sv. Agáty v bývalém konventním kostele

V 15. století byl rozsáhle přestavěn, ale během reformace utrpěl značné škody. Na začátku kolínské války (1583–1588) byl klášter opuštěn. Většina mnichů odešla do města Neuss, kde přečkali obléhání a bombardování v červenci 1586, část konventu zamířila do Rheinbergu, které bylo třikrát obléháno (naposledy v roce 1589). Klášter jako takový byl zničen v roce 1586 holandským vojevůdcem Adolfem van Nieuwenaar. Za vlády opata Polenia (1636–1664), se část konventu do kláštera navrátila, ale rekonstrukce započala až v roce 1683 a celá komunita se vrátila v roce 1700.
Během německé sekularizační vlny v roce 1802, byl klášter prodán a z větší části srovnán se zemí. Někdejší konventní chrám byl přeměněn na farní kostel.
Mezi lety 1954 a 2002 v Kampu sídlila komunita karmelitánů, ale poslední z nich klášter opustil v roce 2010.
Klášter je dodnes známý svými krásnými terasovitými zahradami a oranžeriemi.

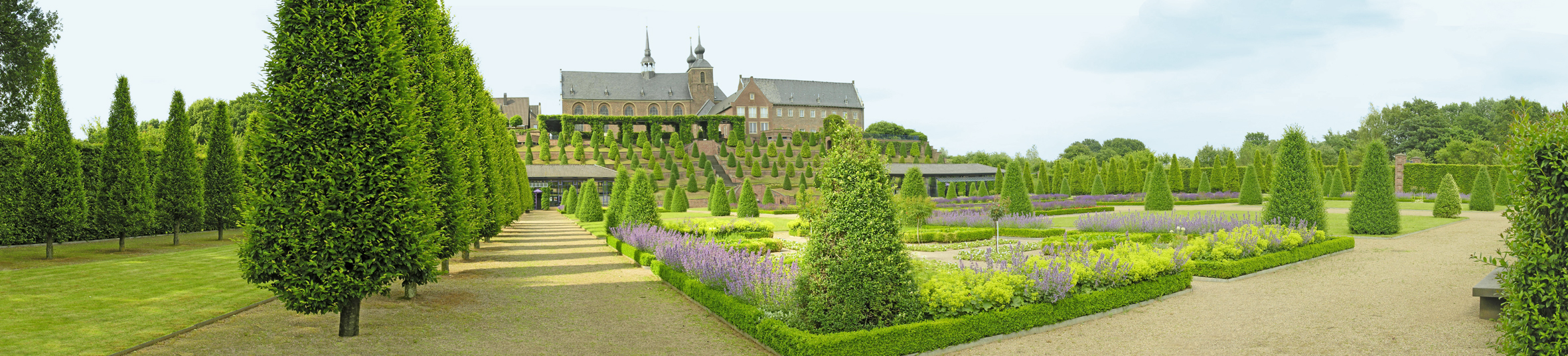
Panorama kostela a barokních zahrad

## Dceřiné kláštery Kampu
- Walkenried (1129)
- Volkenroda (1131)
- Amelungsborn (1135)
- Hardehausen (1140)
- Michaelstein (1146)
- Saarn (1214)
- Neuenkamp (1231)
- Bottenbroich (1231)
- Eiteren (1342) – Nizozemsko
- Mariënkroon (1382) – Nizozemsko
- Sibculo (1412) – Nizozemsko
- Burlo (1448)
- Grevenbroich (1628)